# Jade Cargill
Jade Cargill (Gifford, 3 giugno 1992) è una wrestler e modella statunitense sotto contratto con la WWE.
Tra il 2020 e il 2023 ha militato nella All Elite Wrestling, dove ha detenuto il TBS Championship per 508 giorni. In WWE ha detenuto due volte il WWE Women's Tag Team Championship con Bianca Belair. e ha vinto l'edizione 2025 del Queen of the Ring.

## Biografia
Nata a Gifford in Florida, frequentò la Sebastian River High School e la Vero Beach High School. Si laureò in scienze sociali alla Jacksonville University, dove giocò a basket e fu nominata nella prima squadra della preseason dell'Atlantic Sun durante il suo ultimo anno. Prese poi un master in psicologia infantile.

## Carriera

### Allenamento (2019–2020)
Nell'aprile 2019, partecipò ad un tryout presso il WWE Performance Center, ma non fu presa. Successivamente, iniziò ad allenarsi presso la WWA4 Academy di AR Fox. Seguendo i consigli dell'ex wrestler Mark Henry (che Cargill cita come suo mentore) si iscrisse alla Face 2 Face Wrestling School di Heath Miller e Richard Borger. Infine fu allenata da QT Marshall presso la Nightmare Factory.

### All Elite Wrestling (2020–2023)

#### Varie faide (2020–2021)
Debuttò nell'episodio di Dynamite dell'11 novembre 2020, interrompendo Cody e annunciando il futuro arrivo di Shaquille O'Neal. Il giorno successivo, il presidente e CEO della AEW Tony Khan annunciò che Cargill aveva firmato un contratto pluriennale. Il 18 novembre tornò a Dynamite e attaccò Brandi Rhodes, la moglie di Cody nel backstage, lanciando la sfida alla coppia. Il 3 marzo 2021 a The Crossroads, Cargill (all'esordio assoluto) e O'Neal sconfissero Cody e Red Velvet (sostituta dell'incinta Brandi Rhodes) Esordì poi in singolo nell'episodio speciale del 17 marzo intitolato St. Patrick's Day Slam, dove batté Dani Jordyn.

#### TBS Champion (2022–2023)

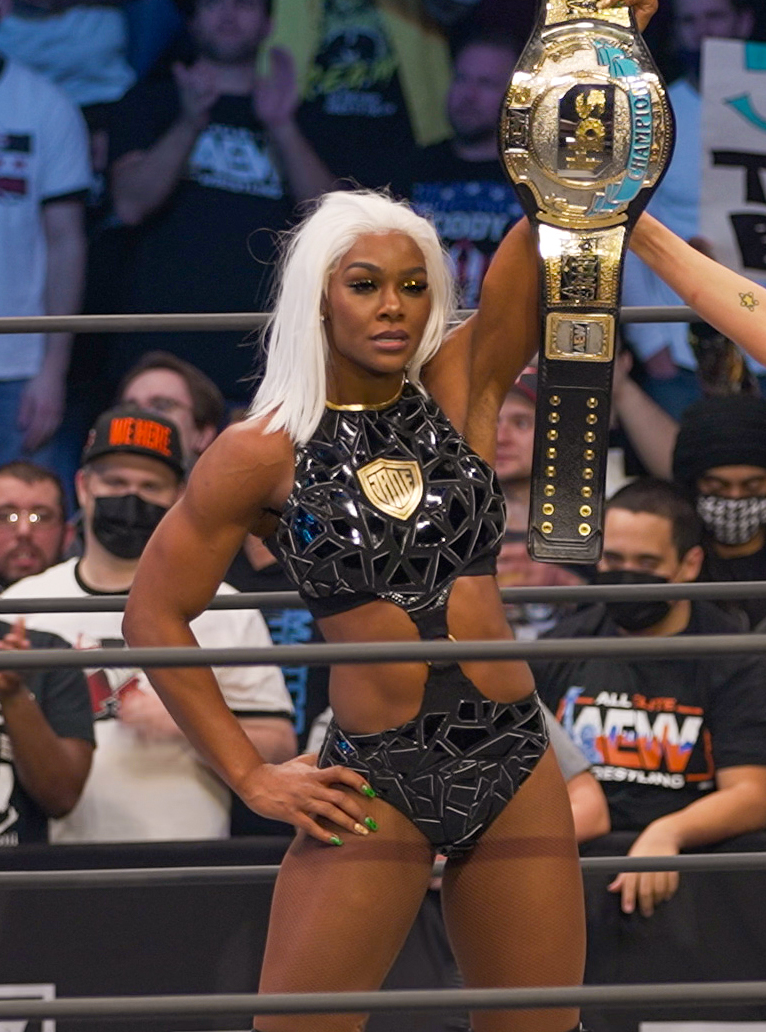
Jade Cargill come TBS Champion

Nell'episodio del 19 novembre 2021 di Rampage, iniziò a lottare nell'AEW TBS Championship Tournament, che avrebbe decretato la prima TBS Champion. Nei quarti di finale sconfisse Red Velvet, in semifinale batté Thunder Rosa (grazie all'intervento di Mercedes Martinez) e in finale prevalse su Ruby Soho laureandosi campionessa. Perse il titolo il 28 maggio 2023 a Double or Nothing contro Kris Statlander, che interruppe il regno record di 508 giorni e una striscia di imbattibilità durata sessanta match. Lottò il suo ultimo match in AEW, il 15 settembre a Rampage nella rivincita contro Statlander, dove fu nuovamente sconfitta.

### WWE (2023–presente)
Il 26 settembre 2023 fu annunciata la sua firma con la WWE ed esordì il 27 gennaio a Royal Rumble, partecipando all'omonimo incontro entrando col numero 28, riuscì ad eliminare Nia Jax e Naomi poi però venne eliminata da Liv Morgan.
Ritornò on-screen il 22 marzo a SmackDown dove venne annunciato il suo passaggio nello show blu. Il suo debutto è arrivato nella puntata del 29 marzo, salvando Naomi e Bianca Belair da un attacco delle Damage CTRL. A WrestleMania XL, Cargill, Naomi e Belair hanno sconfitto le Damage CTRL in un six-woman tag team match con la Cargill che ha schienato Dakota Kai. A Backlash France, Cargill e Belair hanno sconfitto le Kabuki Warriors, ovvero Asuka e Kairi Sane, vincendo il WWE Women's Tag Team Championship. Jade Cargill durante le puntate di SmackDown di maggio ha preso parte al torneo per decretare la Queen of the Ring. Sconfisse agli ottavi, Piper Niven ma hai quarti venne sconfitta per squalifica da Nia Jax. Nel PLE, King & Queen of the Ring, Cargill e Belair hanno difeso con successo le cinture contro Candice LeRae e Indi Hartwell. Nel evento Clash at the Castle: Scotland è stato organizzato un triple threat match tra Cargill e Belair, Unholy Union e Shayna Baszler e Zoey Stark. Le campionesse sono uscite dalla scozia senza le cinture, pur non venendo schienate dalle nuove campionesse Alba Fyre e Isla Dawn. A Bash in Berlin, Cargill e Belair riescono a riconquistare il WWE Women's Tag Team Championship contro l'Unholy Union. In seguito le campionesse difesero le cinture, prima contro le Meta-Four a SmackDown e poi contro le Damage CTRL a Raw. A Crown Jewel 2024 le due atlete difesero i titoli in un fatal four-way tag team match contro le Chelsea Green e Piper Niven, Iyo Sky e Kairi Sane e Jakara Jackson e Lash Legend.
Nella puntata di Raw del 11 novembre le due campionesse hanno difeso le cinture contro Raquel Rodriguez e Liv Morgan. Il 22 novembre a SmackDown , Jade Cargill è stata messa fuori gioco dopo un pestaggio nel backstage.

## Vita privata
Cargill è di origine giamaicana e ha avuto una figlia dal giocatore di baseball Brandon Phillips.

## Personaggio

### Mosse finali
- Jaded (Elevated Double Chikenwing dropped into a Wheelbarrow Facebuster)[45]

### Soprannomi
- "That Bitch"[46]
- "Black Bitch"[47]

## Titoli e riconoscimenti
- All Elite Wrestling
  - AEW TBS Championship (1)[7]
  - Dynamite Award (1)[48]
- WWE
  - WWE Women's Tag Team Championship (2) – con Bianca Belair[8]
  - Queen of the Ring (edizione 2025)[9]
- Pro Wrestling Illustrated
  - 5ª tra le 150 migliori wrestler femminili nella PWI Women's 150 (2022)[49]
  - 1ª tra i 100 migliori team di wrestler nella PWI Tag Team 100 (2024)  – con Bianca Belair[50]
  - Rookie of the Year (2021)[51]
- Wrestling Observer Newsletter
  - Rookie of the Year (2021)[52]